# Julia Drusila
Julia Drusila  (16 de septiembre de 18 - 10 de junio de 38) fue un miembro de la dinastía Julio-Claudia, hija de Germánico y Agripina la Mayor.

## Biografía
Drusila nació el 16 de septiembre de 18. Desde pequeña, Drusila estuvo rodeada de intrigas familiares que tuvieron que ver con la muerte de su padre y hermanos mayores. Acompañó a su madre en su exilio a la isla de Pandataria junto a sus hermanas.
En el año 34 casó con Longino en Roma, de quien se divorció tres años después por intercesión de su hermano, el emperador Calígula. Esto añadió más leña al fuego a los rumores que apuntaban a que era su amante favorita. En el año 37 casó de nuevo, esta vez con su primo Marco Emilio Lépido. De él se decía que también era amante de Caligula y que, por petición de este, se había casado con ella. A punto de morir por una enfermedad, Calígula no solo la nombró como su heredera, sino que la proclamó Augusta.

## Muerte
Falleció el 10 de junio del 38, causando un gran dolor a Calígula. Este, como emperador, organizó magníficos funerales en su honor, durante los cuales nadie en todo el Imperio podía reír o mantener relaciones sexuales, entre otras cosas.
Tal vez murió de una fiebre, aunque hay rumores que atribuyen su muerte a un posible embarazo, siendo el padre de la criatura su propio hermano. Este, viendo los problemas que este suceso le traería, pudo haberla asesinado.[cita requerida]
Calígula elevó a su hermana al estatus de diosa con el nombre Pantea. Se le dedicó un culto y sacerdotes propios. La única sobrina de Drusila por parte de Calígula, la hija de Milonia Cesonia, llevó su nombre.

## Drusila en la ficción
El supuesto amor incestuoso que mantuvo con su hermano Calígula fue llevado a la pantalla grande por Tinto Brass en la película Calígula de 1979, donde Teresa Ann Savoy encarnó a Drusila. Este aspecto se resalta también en la serie de televisión Yo, Claudio, donde Drusila estuvo interpretada por Beth Morris, y aparece en ocasiones como cómplice y partícipe de los caprichos y desvaríos de su enloquecido hermano y otras veces como una víctima más de ellos.
En el cortometraje de 2005 Trailer for a Remake of Gore Vidal's Caligula, dirigido por el artista conceptual Francesco Vezzoli su papel es interpretado por Milla Jovovich.